# Гірчі — більше свободи
Гірчі — більше свободи (груз. გირჩი — მეტი თავისუფლება) — ліберальна політична партія в Грузії. Його заснував Зураб Джапарідзе, колишній голова Нового політичного центру — Гірчі. Партія підтримує атлантизм. Партія має 1 мандат у міській асамблеї Тбілісі.